# Jeziorno (województwo wielkopolskie)
Jeziorno – osada w Polsce, położona w województwie wielkopolskim, w powiecie międzychodzkim, w gminie Sieraków
Miejscowość leży nad jeziorem Kubek. Wchodzi w skład sołectwa Bucharzewo. 
Do 2024 r. miejscowość była osadą leśną wsi Bucharzewo. W latach 1975–1998 osada administracyjnie należała do województwa poznańskiego.

## Demografia
Według danych Urzędu Gminy w Sierakowie w 2008 roku osadę Jeziorno zamieszkiwało 17 osób osób. 
| rok     | 1998 | 1999 | 2008 |
| ------- | ---- | ---- | ---- |
| ludność | 15   | 16   | 17   |

W przeciągu 10 lat (1998 - 2008) w osadzie przybyło tylko 2 mieszkańców. W 2008 roku mieszkańcy Jeziorna stanowili około 14,4% mieszkańców sołectwa Bucharzewo. 